# Comté de Butler (Missouri)
Pour les articles homonymes, voir Comté de Butler.
Le comté de Butler (en anglais : Butler County) est un comté du Missouri aux États-Unis. Le siège du comté se situe à Poplar Bluff. Le comté date de 1849 et il fut nommé en hommage au sénateur William O. Butler. Au recensement de 2000, la population était constituée de 40 867 individus.

## Géographie
Selon le bureau du recensement des États-Unis, le comté totalise une surface de 1 810 km² dont 3 km² d’eau.

### Comtés voisins
- Comté de Wayne (Missouri) (nord)
- Comté de Stoddard (est)
- Comté de Dunklin (sud-est)
- Comté de Clay (Arkansas) (sud)
- Comté de Ripley (Missouri) (ouest)
- Comté de Carter (Missouri) (nord-ouest)

### Routes principales
- U.S. Route 60
- U.S. Route 67
- U.S. Route 160
- Missouri Route 51
- Missouri Route 53
- Missouri Route 142

## Démographie
Selon le recensement de 2000, sur les 40 867 habitants, on retrouvait 16 718 ménages et 11 318 familles dans le comté. La densité de population était de 23 habitants par km² et la densité d’habitations (18 707 au total) était de 10 habitations par km². La population était composée de 92,16 % de blancs, de 5,22 % d’afro-américains, de 0,56 % d’amérindiens et de 0,44 % d’asiatiques.
29,70 % des ménages avaient des enfants de moins de 18 ans, 52,5 % étaient des couples mariés. 24,2 % de la population avait moins de 18 ans, 8,4 % entre 18 et 24 ans, 26,6 % entre 25 et 44 ans, 24,1 % entre 45 et 64 ans et 16,7 % au-dessus de 65 ans. L’âge moyen était de 39 ans. La proportion de femmes était de 100 pour 92 hommes.
Le revenu moyen d’un ménage était de 27 228 dollars.

## Villes et cités
| - Broseley - Fagus - Fisk | - Harviell - Hendrickson - Neelyville | - Poplar Bluff - Qulin - Rombauer |